# Nymphalis mesoides-viridiocellata
Nymphalis mesoides-viridiocellata är en fjärilsart som beskrevs av Reuss 1911. Nymphalis mesoides-viridiocellata ingår i släktet Nymphalis och familjen praktfjärilar. Inga underarter finns listade i Catalogue of Life.